# Jhapa (distrito)
Jhapa é um distrito da zona de Mechi, no Nepal. Tem como sede a cidade de Chandragadhi, cobre uma área de 1 606 km² e a sua população era, em 2011,812,650  habitantes.

## References
1. ↑  «Household and population by districts, Central Bureau of Statistics (CBS) Nepal» (PDF). Consultado em 17 de abril de 2013. Arquivado do original (PDF) em 31 de julho de 2013